# Accademia delle belle arti di Copenaghen
L'Accademia delle belle arti di Copenaghen, o ufficialmente Accademia reale danese (in danese: Det Kongelige Danske Kunstakademi), è una storica istituzione reale per la formazione artistica e culturale e la più antica scuola superiore della Danimarca. La sede principale è situata dal 1814 presso il palazzo di Charlottenborg.
Nacque come "Regia accademia per la ritrattistica, la scultura e l'architettura" quando venne inaugurata il 31 marzo 1754, per conto del re Federico V al suo 31º compleanno.
Il suo nome fu in seguito cambiato in "Accademia reale danese per la pittura, la scultura e l'architettura" nel 1771. Nella stessa occasione, il conte Johann Friedrich Struensee introdusse un nuovo sistema per l'Accademia atto ad incoraggiare gli apprendisti artigiani a seguire lezioni supplementari per sviluppare il concetto di "buon gusto". L'imponente ricostruzione edilizia di Copenaghen che seguì il grande incendio del 1795 beneficiò notevolmente di questa iniziativa.

## Amministrazione ed enti
L'Accademia cade sotto l'amministrazione del Ministero della Cultura danese ed è organizzata in diverse scuole:
- la "Scuola di arti visive" (in danese: Kunstakademiets Billedkunstskoler; in inglese: School of Visual Arts);
- la "Scuola di architettura" (in danese: Kunstakademiets Arkitektskole);[3]
- la "Scuola di progettazione, arti applicate e design" (in danese: Kunstakademiets Designskole);
- la "Scuola di conservazione e restauro" (in danese: Kunstakademiets Konservatorskole);
- la Det Kongelige Akademi for de Skønne Kunster.

Inoltre nel secondo dopoguerra sono state aperte due succursali fuori dalla capitale: l'Accademia d'arte dello Jutland (in danese: Det Jyske Kunstakademi) ad Aarhus e l'Accademia d'arte di Fionia (in danese: Det Fynske Kunstakademi) ad Odense.

## Galleria d'immagini

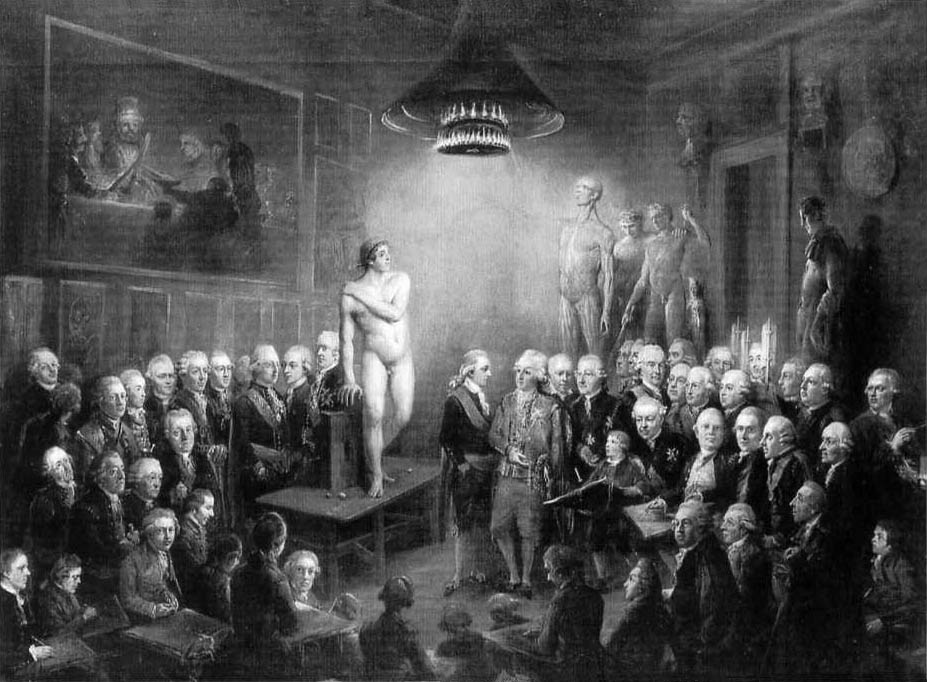
La visita di Gustavo III all'Accademia,1780 (Martin)
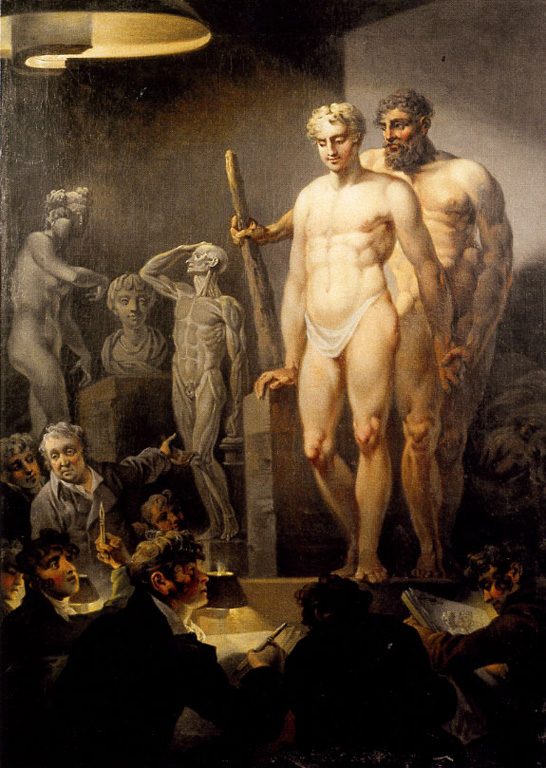
La lezione con i modelli all'Accademia, 1824 circa (Lorentzen)
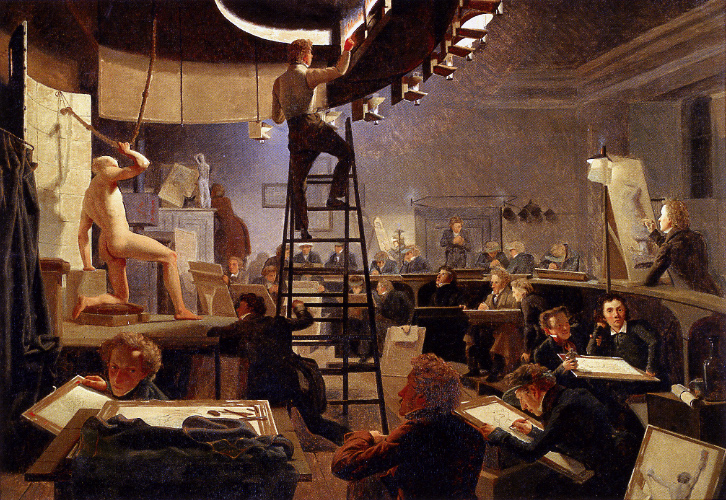
La lezione con i modelli all'Accademia, 1826 (Bendz)
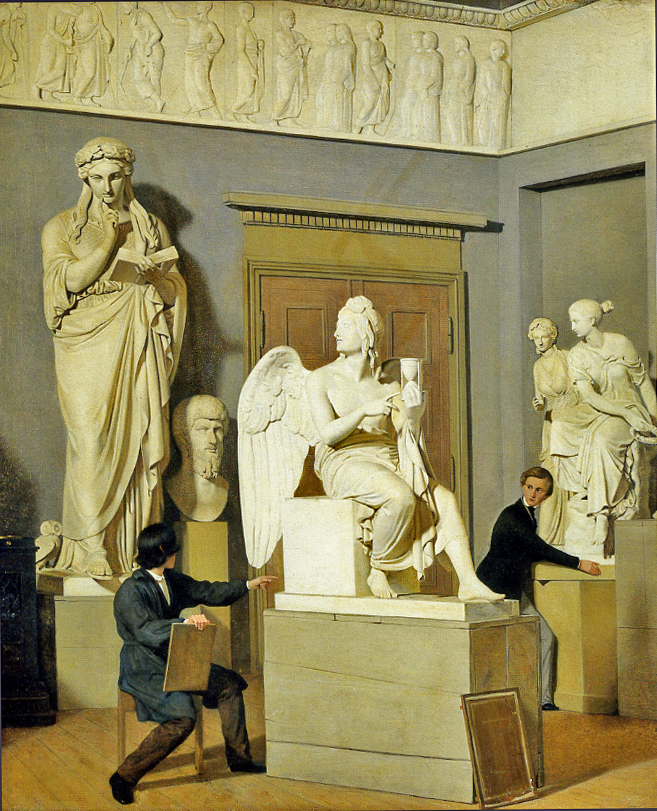
Collezione di calchi in gesso, 1843 (Exner)
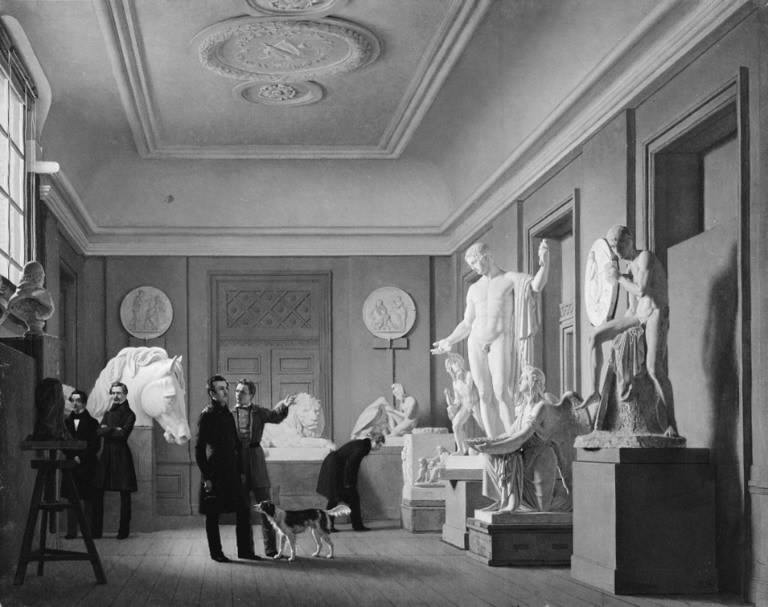
Lo studio di Thorvaldsen a Charlottenborg, dipinto da Johan Vilhelm Gertner quando era ancora uno studente dell'Accademia (1836)